# Epidendrum matudae
Epidendrum matudae är en orkidéart som beskrevs av Louis Otho Otto Williams. Epidendrum matudae ingår i släktet Epidendrum och familjen orkidéer. Inga underarter finns listade i Catalogue of Life.